# Exoneura nigrofulva
Exoneura nigrofulva är en biart som beskrevs av Rayment 1935. Exoneura nigrofulva ingår i släktet Exoneura och familjen långtungebin. Inga underarter finns listade i Catalogue of Life.